# Aconaemys fuscus
Aconaemys fuscus é uma espécie de roedor da família Octodontidae.
Pode ser encontrado nos Andes do Chile e Argentina, entre 33° e 41°S.